# Lüül

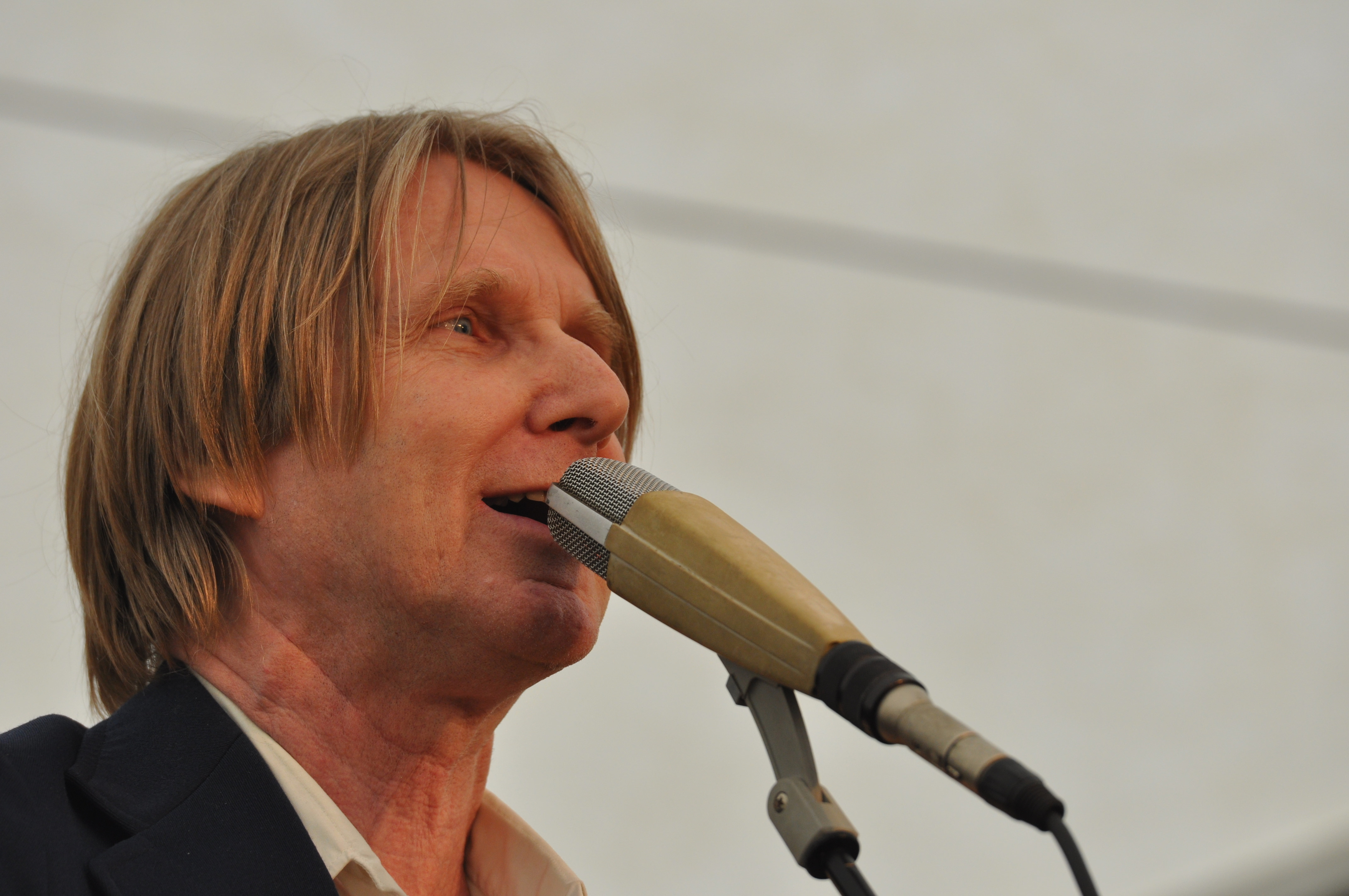
Lüül (2016)

Lüül, bürgerlich Lutz Graf-Ulbrich, früher Ulbrich (* 30. November 1952 in Berlin-Charlottenburg), ist ein deutscher Gitarrist, Sänger, Texter und Komponist.

## Leben
Mitte der 1960er Jahre gründete Ulbrich gemeinsam mit Christopher Franke, Michael Günther und Lutz Ludwig Kramer die Band The Agitation, die sich später in Agitation Free umbenannte und, mit mehreren Besetzungswechseln, bis 1974 bestand. Durch regelmäßige Auftritte im Zodiak-Club von Thomas Kessler, der für ihn eine Art Mentor wurde, entstanden weitreichende Kontakte über die Szene von West-Berlin hinaus. Das Beat Studio, von Agitation Free mit initiiert, wurde der Ursprung der „Berliner Schule der Elektronischen Musik“.
Touren führten durch Europa und bis nach Ägypten. Agitation Free traten im kulturellen Beiprogramm der Olympischen Sommerspiele 1972 in München auf.
Nach der Auflösung von Agitation Free lebte er eine Zeitlang in Frankreich und begleitete als Tour-Gitarrist Manuel Göttsching in der Band Ash Ra Tempel. Auf einer Frankreich-Tour lernte er die Sängerin Nico kennen, die für einige Jahre seine Lebensgefährtin wurde. Durch Nico kam er in Kontakt mit dem französischen Film-Avantgardisten Philipe Garrel, zu dessen Film Le berceau de cristal Ulbrich mit Göttsching die Musik beisteuerte. In dieser Zeit trat er als Tour-Musiker von Nico auf und begleitete sie in Europa, USA und Kanada. Auch mit Ash Ra Tempel, inzwischen mit Schlagzeuger Harald Großkopf zu Ashra geworden, ging er auf Tourneen in Europa und spielte diverse Alben ein.
Bereits seit seiner Jugend schrieb er eigene Songs und spielte diese Anfang der 1980er Jahre im Studio ein. Mit seinem Song Morgens in der U-Bahn von seinem Debütalbum Lüül, an dessen Produktion Christoph Franke und Harald Grosskopf beteiligt waren, konnte er 1982 einen Achtungserfolg erringen. Als Musiker gründete Lüül zu dieser Zeit auch das Rocktheater Reineke Fuchs mit und komponierte für andere Theaterproduktionen. Weitere Solo-Alben erschienen. 1995 wirkte er beim vielfach preisgekrönten Dokumentarfilm Nico-Icon von Susanne Ofteringer mit.
Von 1995 bis Ende 2022 war er Mitglied der 17 Hippies, bei denen er Banjo und Gitarre spielte und mit denen er die Filmmusik für Andreas Dresens Film Halbe Treppe und zahlreiche Alben einspielte. Mit ihnen spielte er weltweit über 2000 Konzerte in 25 Ländern. 2022 engagierte er sich für die Partei Die Basis und trat bei Coronaverharmlosern auf.
2006 erschien seine Autobiografie Lüül – ein Musikerleben zwischen Agitation Free, Ash Ra Tempel, der Neuen Deutschen Welle und den 17 Hippies. 2016 erschien sein Buch Nico – im Schatten der Mondgöttin, auch in englischer Übersetzung. Lutz Ulbrich wurde auch die Ehre zuteil, im Tokyo Tower Wax Museum ausgestellt zu sein. Eine Japan-Tournee mit Agitation Free 2007 wurde zum Comeback für weitere Konzerte in den letzten Jahren. Gelegentlich ist er Gastmusiker bei den Elektronikern Fanger/Schönwälder, mit denen er einige Alben einspielte.

## Diskografie

### Solo und als Lüül & Band
- Lüül – GeeBee Records, 1982, LP (als CD wiederveröffentlicht auf Spalax Records)
- Lüül und ich – GeeBee Records, 1983, LP
- Mond von Moabit – Pool Musikproduktion, 1996, CD
- Ahoi – Hipster Records, 1997, CD (Wiederveröffentlichung: 2006 auf Grundsound / Indigo)
- Kurzmusiken – Manikin Records, 2001, DoCD
- Damenbesuch – Grundsound / Indigo, 2004, CD
- Zeitreise – Grundsound / Indigo, 2006, CD (Sampler)
- Spielmann – Grundsound / Indigo, 2008, CD
- Tourkoller – Mig (Indigo), 2011, CD
- Wanderjahre (Lüül & Band) – Mig (Indigo), 2015, CD
- Fremdenzimmer – Mig (Indigo), 2018, CD
- Der stille Tanz – Singapore, 2022, CD

### MitAgitation Free
- Malesch – Vertigo, 1972, LP
- 2nd – Vertigo, 1973, LP
- Last – 1976, LP
- Fragments – Musique Intemporelle 1996
- Live '74 At the Cliffs of the River Rhine – Garden of Delights
- River of Return – Prudence, 1999, CD
- The Other Side of Agitation Free – Garden of Delights, 2000, CD
- Shibuya Nights - Esoteric Concerts, 2011
- Momentum - M.I.G.Music, 2023, LP, CD

### Mit den17 Hippies
- Rock n Roll 13 – Hipster Records, 1997
- Wer ist das – Rent a poet, 1999
- Berlin Style – Buda musique, 1999, CD
- Halbe Treppe – Hipster Records, 2002, CD
- Sirba – Buda Musique, 2002, CD
- Sexy Ambient Hippies – Hipster Records, 2003, CD
- Ifni – Hipster Records, 2004, CD
- Hardcore Trobadors – Wagram Music, 2004, CD
- Live in Berlin – Hipster Records, 2006, CD
- 17 Hippies play guitar – Hipster Records, 2006, CD
- Heimlich – Hipster Records, 2007, CD & LP
- El Dorado – Hipster Records, 2009, CD & LP
- Phantom Songs – Hipster Records, 2011, CD & LP
- Chantent en Francais – Buda Musique, 2013, CD
- Titus träumt – Hipster Records, 2013, CD
- Biester – Hipster Records, 2014, CD & LP
- Anatomy & Metamorphosis – Hipster Records, 2016, DOCD
- Kirschenzeit – Hipster Records, 2018, CD & LP
- 9000 Nächte – Hipster Records, 2022, App für iPhone & Android

### MitAsh Ra Tempel/Ashra
- Correlations – Virgin, 1979, LP
- Belle Alliance – Virgin, 1980, LP
- Walkin the Desert – Navigator, 1990, LP
- Tropical Heat – Navigator, 1991, CD
- Sunrain - The Virgin Years – Virgin, 1996, CD
- The best of Private Tapes – Manikin Records, 1998, DoCD
- @shra – Think Progressive, 1998, CD
- Sauce Hollandaise – Manikin Records, 1998, CD
- Ashra Vol 2 – MG ART, 2002, CD
- Making Of Correlations – MG ART, 2002, CD

### MitFanger&Schönwälderfeat. Lutz Graf-Ulbrich
- Analog Overdose – Manikin Records, 2001
- Analog Overdose 5 – Manikin Records, 2014 (DVD-Version als Analog Overdose 5,1)
- Analog Overdose 6 – Manikin Records, 2021

## Auszeichnungen
- 1983 mit Rocktheater Reineke Fuchs: Sieger im Berliner Senatsrockwettbewerb
- 2004 als Lüül CD Damenbesuch: Preis der deutschen Schallplattenkritik
- 2010 mit Ashra: Schallwelle, Ehrenpreis für Lebenswerk
- 2019 mit Lüül & Band: „Das Kupferle“, Preis für beste Liveperformance
- 2022 als Lüül CD Der stille Tanz: Preis der deutschen Schallplattenkritik